# Centenera
Centenera település Spanyolországban, Guadalajara tartományban. Centenera Aldeanueva de Guadalajara, Atanzón, Lupiana és Guadalajara községekkel határos. Lakosainak száma 140 fő (2024).

## Népesség
A település népessége az utóbbi években az alábbiak szerint változott:
| Lakosok száma | 67   | 88   | 95   | 115  | 112  | 102  | 101  | 117  | 143  | 140  |
|               | 2001 | 2004 | 2006 | 2009 | 2011 | 2014 | 2016 | 2019 | 2021 | 2024 |